# Гај Фокс
Гај Фокс (енгл. Guy Fawkes /ˈɡaɪ ˈfɔːks/; 13. април 1570 – 31. јануар 1606),[lower-alpha 1] познат и као Гидо Фокс, име које је добио док се борио за Шпанију, је био члан групе провинцијских енглеских католика који је испланирао Барутну заверу 1605.
Фокс је рођен у Јорку, где се и школовао. Његов отац је умро када је Фокс имао осам година. Након смрти оца, његова мајка се удала за католика. Фокс је прешао у католицизам и отишао на континент, где се борио у Осамдесетогодишњем рату на страни католичке Шпаније. Отпутовао је у Шпанију да тражи подршку за католичку побуну у Енглеској, али није имао успеха. Касније је упознао Томаса Винтоура, са којим се вратио у Енглеску.
Винтоур га је упознао са Робертом Катсбијем, који је планирао атентат на краља Џејмса I и повратак католичког владара на престо. Завереници су поставили барут испод Дома лордова и требало је да га Фокс запали. Међутим, анонимно писмо је упозорило власти о атентату, тако да су власти претражиле Вестминстерску палату 5. новембра и пронашли су Фокса како чува барут. Током наредних неколико дана, био је испитиван и мучен, а на крају је признао. Непосредно пре погубљења 31. јануара, Фокс је пао са скеле на којој је требало да буде обешен и сломио је врат.

## Младост

### Детињство
Гај Фокс је рођен 1570. године у Стонгејту у Јорку. Он је био други од четворо деце Едварда Фокса и његове жене Едит. Његови родитељи су били причесници цркве Енглеске. Гајев рођак, Ричард Каулинг, постао је исусовски свештеник. Гај није било уобичајено име у Енглеској, али је можда било популарно у Јорку због локалног племића, сер Гај Фејрфакса. Могуће је да је Фокс добио име по њему.
Тачан датум Фоксовог рођења није познат, али је крштен у цркви Светог Михела ле Белфреја 16. априла. Пошто је било традиционално да прођу три дана између рођења и крштења, Фокс је вероватно рођен 13. априла. Године 1568., Едит је родила ћерку звану Ана, али је дете умрло са седам недеља. Родила је још две кћери након Гаја: Ану (1572), и Елизабету (1575).
Када је Гај имао осам година, 1579. године, његов отац је умро. Његова мајка се неколико година после тога преудала за католика Диониса Бејнбрига (или Дениса Баинбрига). Верује се да је Фокс због њега постао католик.

### Војна каријера
У октобру 1591. је продао имање у Клифтону које је наследио од оца. Отпутовао је на Европски континент да учествује у Осамдесетогодишњем рату на страни Католичке Шпаније, против Низоземске републике. Борио се од 1595. до 1598. године. Иако Енглеска није у том периоду водила копнене борбе против Шпаније, државе јесу биле у рату, а Шпанска армада се десила пре само пет година. Фокс се придружио сер Вилијаму Стенлију, енглеском католику и искусном команданту у педесетим годинама, који је окупио војску за рат у Ирској. Елизабета I је имала добро мишљење о Стенлју, али након његове предаје у Девентеру 1587. године, он и његова војска су почели да ратују за Шпанију. Фокс је за време рата постао млађи официр, а 1603. је предложен за капетанију. Те исте године је отпутовао у Шпанију да тражи помоћ за католичку побуну у Енглеској. 

## Барутна завера
Фокс је 1604. године приступио групи радикалних енглеских католика који су планирали да убију протестантског краља Џејмса и да на престо уместо њега доведу принцезу Елизабету. Један Фоксов пријатељ га је описао као човека "лојалног пријатељима" и "вештог ратника", и због овога је вероватно имао поштовање осталих завереника. Ауторка Антониа Фресер описује Фокса као "високог и снажног мушкарца, са густом црвенкасто-браон косом и са жбунастом црвенкасто-браон брадом", и додаје да је Фокс био "човек од акције ... способан и за интелектуалне и за физичке напоре."
Први састанак завереника је одржан 20. маја 1604. године у једној гостионици у Лондону. Један од завереника је предложио да убију краља и његову власт тако што ће дићи у ваздух "кућу парламента барутом". Један од завереника који се није слагао са планом, Винтоур, је послат на Европски континент да тражи помоћ. Винтоур се срео са шпијуном у егзилу, Хју Овеном, и сер Вилијамом Стенлијом, који су рекли му рекли да неће добити помоћ од Шпаније. Мада га је Овен упознао са Фоксом, који је дуго био ван Енглеске и зато није био познат тамо. Винтоур је испричао Фоксу за план и Фокс је пристао да им помогне. Њих двојица су се вратила у Енглеску у априлу 1604. године.